# Lincoln (bande dessinée)
Pour les articles homonymes, voir Lincoln.
Lincoln est une série de bande dessinée créée par Olivier Jouvray (scénario), Jérôme Jouvray (dessin) et Anne-Claire Jouvray (coloriste), publiée depuis 2002 aux éditions Paquet. La série raconte l'histoire d'un cow-boy au début du XXe siècle.

## Synopsis
Lincoln naît de père inconnu et de mère prostituée. Solitaire, colérique et grande gueule, il tient tête à tout le monde, jusqu'à ce qu'un beau jour, lors d'une partie de pêche à la dynamite, Dieu en personne se présente à lui et lui propose une mission plutôt surprenante, censée redonner un sens à sa vie bien morne. Dans ce but, Dieu lui donne le pouvoir d'immortalité. C'est ainsi que Lincoln va se voir emporter, parfois à contrecœur et très souvent avec cynisme, dans des aventures inattendues au cours desquelles Satan tentera à maintes reprises de le détourner afin de servir ses propres desseins…

## Albums
- Lincoln, Paquet :

1. Crâne de bois, 2002.
2. Indian Tonic, 2003.
3. Playground, 2004.
4. Châtiment corporel, 2006.
5. Cul nu dans la plaine, 2007.
6. French Lover, 2009.
7. Le Fou sur la Montagne, 2012. Pré-publié dans le mensuel L'Immanquable.
8. Le Démon des Tranchées, 2013.
9. Ni Dieu Ni Maître, 2017.

## Prix
Tome 1 :
- Prix Découverte du Festival de BD à Sierre 2003[1]
- Prix Découverte Audincourt 2003
- Prix Espoir au Festival de la Bulle d'Or à Brignais 2003
- Prix Luciole Vienne 2003
- Prix Stripschappenning 2003
- Prix de la bande dessinée chrétienne francophone 2004[2]

Tome 2 :
- Prix du scénario du festival Quai des bulles à Saint-Malo 2004[3]

Tome 3 :
- Prix Passion A.M.B.D. 2004
- Prix meilleure Série Mandelieu 2005